# Tomoyasu Hirose
Pour les articles homonymes, voir Tomoyasu.
Tomoyasu Hirose (廣瀬 智靖, Hirose Tomoyasu) est un footballeur japonais né le 11 septembre 1989. Il évolue au poste de milieu de terrain.